# Ноћ вештица 6: Проклетство Мајкла Мајерса
Ноћ вештица 6: Проклетство Мајкла Мајерса (енгл. Halloween: The Curse of Michael Myers) је амерички хорор филм из 1995. режисера Џоа Чапела. У главним улогама су Доналд Плезенс, који је по пети пут у улози др Самјуела Лумиса, Пол Рад, који је у улози, сада одраслог, Томија Дојла из првог филма и Маријана Хаган у улози Каре Строуд, рођаке породици која је усвојила Лори. Од ликова из претходних филмова, враћа се и Џејми Лојд, коју овог пута глуми Џеј Си Бредји, али је Џејми у овом филму споредни лик. Радња се дешава шест година након догађаја из Ноћи вештица 5: Освета Мајкла Мајерса и у овом филму коначно се открива зашто Мајкл не може да умре и зашто убије чланове своје породице. Филм је посвећен Доналду Плезенсу, који је преминуо пар месеци пре него што је филм премијерно приказан. Он је тумачио главног протагонисту серијала, др Сема Лумиса, и појавио се у више филмова од било ког другог глумца. Иако су многи очекивали да ће, због смрти Доналда Плезенса, и др Лумис коначно страдати у филму, то се није десило и он се појављује и у неким од наредних наставака, као и у римејковима.
Оригинални назив филма је Ноћ вештица 666: Порекло Мајкла Мајерса (енгл. Halloween 666: The Origin of Michael Myers), али је до почетка приказивања промењен. Због великих разлика у продуцентовом резу и мноштва избрисаних сцена, 2014. године, званично је објављена и продуцентова верзија филма, која је много боље прихваћена од стране публике.
Три године касније снимљен је нови филм под називом Ноћ вештица 7: Двадесет година касније, који причу поново усмерује ка Лори Строуд, за коју се испоставља да је лажирала сопствену смрт у саобраћајној несрећи и започела нови живот под новим именом, игноришући радњу из четвртог, петог и шестог дела.

## Радња
31. октобра 1989. један човек у црном и двојица његових саучесника отму Мајкла Мајерса и његову сестричину Џејми Лојд из хадонфилдске полицијске станице. Шест година касније, 30. октобра 1995, Џејми роди мушко дете, а човек у црном, за којег се испостави да је вођа друидоликог култа, узме новорођенче. Касније бабица помогне Џејми да побегне са бебом, али Мајкл убије бабицу. Џејми побегне са бебом у украденом пикапу, а Мајкл јој је за петама. У међувремену, др Сем Лумис је отишао у пензију и повукао се у једну колибу на периферији Хадонфилда, где живи као пустињак. У посету му дође његов дугогодишњи пријатељ, др Теренс Вин, директор психијатријске болнице Смит Гров, у којој је Мајкл био затворен као дечак; Вин замоли Лумиса да се врати у Смит Гров. Они чују Џејмину молбу за помоћ на локалној радио станици када она позове Лумиса, али је радијски водитељ Бари Симс игнорише. Мајкл сустигне Џејми, а она слупа камионет закуцавши се у један стари амбар. Мајкл је убије, али њена беба није у камионету.
У Хадонфилду Томи Дојл, кога је Лори Строуд чувала 1978, сада живи у пансиону који држи госпођа Бланкеншип. Томи је самотњак који је постао опседнут разоткривањем истине иза Мајклових мотива. Дисфункционална породица, која живи у кући Мајерсових, родбина је Строудових: Кара Строуд, њен шестогодишњи син Дени, млађи брат Тим, брижна мајка Дебра и алкохоличарски отац Џон. Томи нађе Џејмино сироче на аутобуској станици, узме га под своје и надене му име Стивен. Томи наиђе на Лумиса и обавести га о Строудовима који живе у кући Мајерсових. У међувремену Мајкл стигне у Хадонфилд, где вреба Кару пре него што убије Дебру.
Касније Томи, Кара и Дени оду до пансиона, где им Томи открије да верује да је Мајклу нането древно друидско проклетство Торна. У давна времена, једно дете из сваког келтског племена, одабрано да носи проклетство Торна, морало је да жртвује своје најближе (браћу и сестре) у ноћи Сауња, односно на Ноћ вештица. Томи верује да ће Стивен бити Мајклова последња жртва. Касније те вечери, док Томи оде да потражи Лумиса, госпођа Бланкеншип открије Кари да је она чувала Мајкла те ноћи када је убио своју сестру и да Дени чује глас који му заповеда да убија баш као и Мајкл, што значи да и Дени поседује моћ Торна. У међувремену Мајкл убије Џона, Тима, Тимову девојку Бет и Барија Симса. Дени и Кара успеју да побегну натраг у пансион, где их чекају Томи и Лумис.
Припадници култа стигну у пансион, ком приликом се открива да је и госпођа Бланкеншип припадница култа, а да је човек у црном др Вин. Припадници култа надрогирају Лумиса и Томија, а Кару, Денија и Стивена одведу у Смит Гроув. Кара је закључана у максимално обезбеђено крило, док су дечаци задржани у операционој сали. Лумис се конфронтира са Вином, који открије да је особље Смит Грова радило са култом Торна ради проучавања моћи Торна и како је контролисати. Испостави се да је Стивен успешни резултат експеримената са циљем клонирања Мајкловог чистог зла, те да култ планира да употреби Денија и Кару за клонирање још једне бебе. Вин жели да се Лумис придружи његовој завери, пошто је он први видео зло унутар Мајкла. Лумис одбије, а један припадник култа га онесвести.
Томи ослободи Кару док их Мајкл јури по лудници. Они затекну Вина и његову екипу како се припремају да изведу неку медицинску процедуру на Денију и Стивену. Одједном се појави Мајкл и окрене се против Вина и лекара, побивши их све. Томи и Кара избаве децу, а Мајкл их појури у лабораторију, где Кара примети фетусе из Винових неуспелих експеримената. Томи убризга Мајклу неку корозивну супстанцу и премлати га оловном цеви док се не онесвести. Томи, Кара и деца напусте Смит Гроув док Лумис остане да обави нека посла. Унутра Мајклова маска лежи сама на поду лабораторије, а Лумис завришти у позадини, оставивши њихове судбине непознатим.

## Улоге
| Глумац          | Улога              |
| --------------- | ------------------ |
| Доналд Плезенс  | др Самјуел Лумис   |
| Пол Рад         | Томи Дојл          |
| Маријана Хаган  | Кара Строуд        |
| Девин Гарднер   | Дени Строуд        |
| Џорџ Вилбур     | Мајкл Мајерс       |
| Џеј Си Брејди   | Џејми Лојд         |
| Мичел Рајан     | др Теренс Вин      |
| Мараја Огбријен | Бет                |
| Кит Богарт      | Тим Строуд         |
| Ким Дарби       | Дебра Строуд       |
| Брадфорд Енглиш | Џон Строуд         |
| Лео Гетер       | Бари Симс          |
| Сузан Свифт     | мед. сестра Мери   |
| Алан Ечеверија  | др Бонхем          |
| Јанис Никрем    | госпођа Бланкеншип |